# DVB-T
DVB-T (ang. Digital Video Broadcasting – Terrestrial) – standard telewizji cyfrowej DVB nadawanej naziemnie, opublikowany po raz pierwszy w roku 1997. Cyfrowe wideo, dźwięk i dane dodatkowe są przesyłane w strumieniu transportowym MPEG przy użyciu modulacji COFDM. Do kompresji audio/wideo wykorzystuje się standard MPEG-2 lub MPEG-4 (H.264). Następcą standardu DVB-T jest DVB-T2.

## Budowa nadajnika i odbiornika

### Budowa nadajnika
Nadajnik składa się z:

Schemat nadajnika systemu DVB-T

- Kodera (MPEG-2 lub MPEG-4) – sygnał audio/wideo poddawany jest kodowaniu źródłowemu.
- Dwóch multiplekserów – z multipleksera programowego otrzymuje się strumień programowy, czyli jeden strumień w skład którego wchodzą strumienie audio, wideo oraz danych, tylko z jednego kanału. Z kolei z multipleksera transmisyjnego otrzymuje się strumień transmisyjny, który składa się z pakietów o stałej długości oraz mogących pochodzić z różnych kanałów.
- Układu sygnałów: pilota i TPS – pilot wykorzystywany jest do synchronizacji odbiornika z nadajnikiem. TPS zawiera zakodowane parametry modulacji.
- Modulatora OFDM z 1704 lub 6816 nośnymi.
- Przetwornika cyfrowo-analogowego (DAC) oraz modulatora wyjściowego na sygnał radiowy nadawany przez nadajnik telewizji naziemnej.

#### Schemat nadawania
| Dostępny bitrate (Mbit/s) w systemie DVB-T dla kanałów w pasmie 8 MHz | Dostępny bitrate (Mbit/s) w systemie DVB-T dla kanałów w pasmie 8 MHz | Dostępny bitrate (Mbit/s) w systemie DVB-T dla kanałów w pasmie 8 MHz | Dostępny bitrate (Mbit/s) w systemie DVB-T dla kanałów w pasmie 8 MHz | Dostępny bitrate (Mbit/s) w systemie DVB-T dla kanałów w pasmie 8 MHz | Dostępny bitrate (Mbit/s) w systemie DVB-T dla kanałów w pasmie 8 MHz |
| Modulacja                                                             | Kodowanie korekcyjne                                                  | Okres ochronny                                                        | Okres ochronny                                                        | Okres ochronny                                                        | Okres ochronny                                                        |
| --------------------------------------------------------------------- | --------------------------------------------------------------------- | --------------------------------------------------------------------- | --------------------------------------------------------------------- | --------------------------------------------------------------------- | --------------------------------------------------------------------- |
| Modulacja                                                             | Kodowanie korekcyjne                                                  | 1/4                                                                   | 1/8                                                                   | 1/16                                                                  | 1/32                                                                  |
| QPSK                                                                  | 1/2                                                                   | 4.976                                                                 | 5.529                                                                 | 5.855                                                                 | 6.032                                                                 |
| QPSK                                                                  | 2/3                                                                   | 6.635                                                                 | 7.373                                                                 | 7.806                                                                 | 8.043                                                                 |
| QPSK                                                                  | 3/4                                                                   | 7.465                                                                 | 8.294                                                                 | 8.782                                                                 | 9.048                                                                 |
| QPSK                                                                  | 5/6                                                                   | 8.294                                                                 | 9.216                                                                 | 9.758                                                                 | 10.053                                                                |
| QPSK                                                                  | 7/8                                                                   | 8.709                                                                 | 9.676                                                                 | 10.246                                                                | 10.556                                                                |
| 16-QAM                                                                | 1/2                                                                   | 9.953                                                                 | 11.059                                                                | 11.709                                                                | 12.064                                                                |
| 16-QAM                                                                | 2/3                                                                   | 13.271                                                                | 14.745                                                                | 15.612                                                                | 16.086                                                                |
| 16-QAM                                                                | 3/4                                                                   | 14.929                                                                | 16.588                                                                | 17.564                                                                | 18.096                                                                |
| 16-QAM                                                                | 5/6                                                                   | 16.588                                                                | 18.431                                                                | 19.516                                                                | 20.107                                                                |
| 16-QAM                                                                | 7/8                                                                   | 17.418                                                                | 19.353                                                                | 20.491                                                                | 21.112                                                                |
| 64-QAM                                                                | 1/2                                                                   | 14.929                                                                | 16.588                                                                | 17.564                                                                | 18.096                                                                |
| 64-QAM                                                                | 2/3                                                                   | 19.906                                                                | 22.118                                                                | 23.419                                                                | 24.128                                                                |
| 64-QAM                                                                | 3/4                                                                   | 22.394                                                                | 24.882                                                                | 26.346                                                                | 27.144                                                                |
| 64-QAM                                                                | 5/6                                                                   | 24.882                                                                | 27.647                                                                | 29.273                                                                | 30.160                                                                |
| 64-QAM                                                                | 7/8                                                                   | 26.126                                                                | 29.029                                                                | 30.737                                                                | 31.668                                                                |

| Dostępny bitrate (Mbit/s) w systemie DVB-T dla kanałów w pasmie 7 MHz | Dostępny bitrate (Mbit/s) w systemie DVB-T dla kanałów w pasmie 7 MHz | Dostępny bitrate (Mbit/s) w systemie DVB-T dla kanałów w pasmie 7 MHz | Dostępny bitrate (Mbit/s) w systemie DVB-T dla kanałów w pasmie 7 MHz | Dostępny bitrate (Mbit/s) w systemie DVB-T dla kanałów w pasmie 7 MHz | Dostępny bitrate (Mbit/s) w systemie DVB-T dla kanałów w pasmie 7 MHz |
| Modulacja                                                             | Kodowanie korekcyjne                                                  | Okres ochronny                                                        | Okres ochronny                                                        | Okres ochronny                                                        | Okres ochronny                                                        |
| --------------------------------------------------------------------- | --------------------------------------------------------------------- | --------------------------------------------------------------------- | --------------------------------------------------------------------- | --------------------------------------------------------------------- | --------------------------------------------------------------------- |
| Modulacja                                                             | Kodowanie korekcyjne                                                  | 1/4                                                                   | 1/8                                                                   | 1/16                                                                  | 1/32                                                                  |
| QPSK                                                                  | 1/2                                                                   | 4.354                                                                 | 4.838                                                                 | 5.123                                                                 | 5.278                                                                 |
| QPSK                                                                  | 2/3                                                                   | 5.806                                                                 | 6.451                                                                 | 6.830                                                                 | 7.037                                                                 |
| QPSK                                                                  | 3/4                                                                   | 6.532                                                                 | 7.257                                                                 | 7.684                                                                 | 7.917                                                                 |
| QPSK                                                                  | 5/6                                                                   | 7.257                                                                 | 8.064                                                                 | 8.538                                                                 | 8.797                                                                 |
| QPSK                                                                  | 7/8                                                                   | 7.620                                                                 | 8.467                                                                 | 8.965                                                                 | 9.237                                                                 |
| 16-QAM                                                                | 1/2                                                                   | 8.709                                                                 | 9.676                                                                 | 10.246                                                                | 10.556                                                                |
| 16-QAM                                                                | 2/3                                                                   | 11.612                                                                | 12.902                                                                | 13.661                                                                | 14.075                                                                |
| 16-QAM                                                                | 3/4                                                                   | 13.063                                                                | 14.515                                                                | 15.369                                                                | 15.834                                                                |
| 16-QAM                                                                | 5/6                                                                   | 14.515                                                                | 16.127                                                                | 17.076                                                                | 17.594                                                                |
| 16-QAM                                                                | 7/8                                                                   | 15.240                                                                | 16.934                                                                | 17.930                                                                | 18.473                                                                |
| 64-QAM                                                                | 1/2                                                                   | 13.063                                                                | 14.515                                                                | 15.369                                                                | 15.834                                                                |
| 64-QAM                                                                | 2/3                                                                   | 17.418                                                                | 19.353                                                                | 20.491                                                                | 21.112                                                                |
| 64-QAM                                                                | 3/4                                                                   | 19.595                                                                | 21.772                                                                | 23.053                                                                | 23.751                                                                |
| 64-QAM                                                                | 5/6                                                                   | 21.772                                                                | 24.191                                                                | 25.614                                                                | 26.390                                                                |
| 64-QAM                                                                | 7/8                                                                   | 22.861                                                                | 25.401                                                                | 26.895                                                                | 27.710                                                                |

### Budowa odbiornika
Odbiornik składa się z:

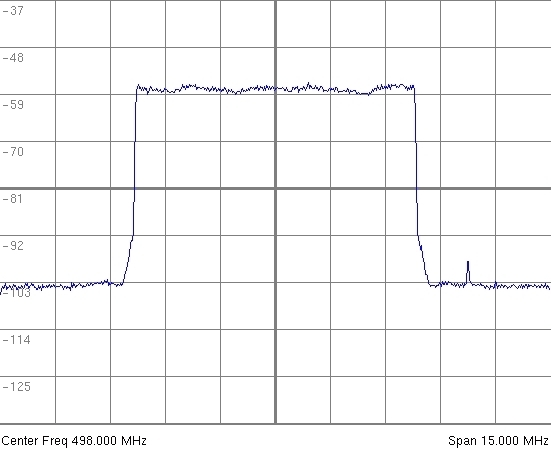
Widmo sygnału DVB-T przy zastosowaniu modulacji OFDM w wersji z 8192 nośnymi

- Układu wejściowego oraz przetwornika analogowo-cyfrowego (ADC).
- Układu synchronizacji na podstawie sygnału pilota oraz TPS.
- Przetwornika układu zmiennego.
- Demodulatora OFDM.
- Demultiplekserów strumienia programowego i transportowego na rozdzielone cyfrowe sygnału audio/wideo oraz danych.
- Dekodera (MPEG-2 lub MPEG-4).

## Naziemna telewizja cyfrowa w Polsce
W Polsce planem przejścia na telewizję cyfrową zajmuje się Krajowa Rada Radiofonii i Telewizji oraz Urząd Komunikacji Elektronicznej. Ostatnie ustalenia wskazują na wybór MPEG-4 jako metody kompresji, pierwszy multipleks telewizyjny ruszył we wrześniu 2009 roku. Sygnał analogowy ma być wyłączany począwszy od czerwca 2011, zakończenie nadawania ostatnich analogowych programów zostało zaplanowane na 31 lipca 2013 roku. Standard DVB-T był nadawany w przypadku multipleksów 1, 2 i 4 naziemnej telewizji cyfrowej na terytorium całej Polski do 27 czerwca 2022 roku do momentu przejścia na standard DVB-T2/HEVC, natomiast multipleks 3 obejmujący wyłącznie kanały Telewizji Polskiej SA może być nadawany w dotychczasowym standardzie DVB-T do 31 grudnia 2023.
Dnia 24 marca 2009 Ministerstwo Infrastruktury poinformowało, że uzgodnione rozporządzenie w sprawie wymagań technicznych i eksploatacyjnych dla urządzeń konsumenckich służących do odbioru cyfrowych naziemnych transmisji telewizyjnych zostało skierowane do notyfikacji w Komisji Europejskiej. Rozporządzenie zostało notyfikowane Komisji Europejskiej w dniu 16 marca 2009 r., pod numerem 2009/155/PL, w następstwie czego rozporządzenie zostało ogłoszone 24 grudnia 2009 roku i znajduje się w Dzienniku Ustaw nr 221/2009 poz. 1742.
Zgodnie z rozporządzeniem jako podstawowe wymagania przyjęto parametry odbiornika naziemnej telewizji cyfrowej (DVB-T) zdefiniowane w specyfikacji ETSI TS 101 154 V.1.9.1 jako 25 Hz H.264/AVC HDTV video, MPEG-2 Layer 2 and E-AC-3 audio, for a Baseline IRD able to decode up to 1920 × 1080 interlaced 25 Hz video pictures or 1280 × 720 progressive 50 Hz video pictures.
Wspomniany dokument stanowi ważną wskazówkę dla konsumentów, którzy przy zakupie telewizyjnego sprzętu odbiorczego powinni zwracać uwagę, czy dany odbiornik DVB-T lub telewizor ze zintegrowanym tunerem DVB-T jest w stanie poprawnie odtwarzać obraz jakości HD (wysokiej rozdzielczości) zakodowany zgodnie ze standardem MPEG-4 (H.264/AVC) oraz dźwięk wielokanałowy zakodowany zgodnie ze standardem Dolby Digital Plus (EAC-3).
Posiadacze telewizorów i odbiorników ze zintegrowanym dekoderem DVB-T/MPEG-2 wyposażonym w wejście do podłączenia modułu CI mogą zakupić moduł transkodujący z MPEG-4 na MPEG-2 w celu umożliwienia odbioru programów zakodowanych w MPEG-4. Trzeba jednak pamiętać, że powyższe rozwiązanie pozwoli jedynie na odbiór kanałów SD. Jest ono jednak jedynym ratunkiem dla urządzeń DVB-T/MPEG-2, o ile mają gniazda CI i stosownie przygotowane oprogramowanie.
Informacje nt. parametrów technicznych odbiornika naziemnej telewizji cyfrowej dla Polski dostępne są również na stronie internetowej Krajowej Izby Gospodarczej Elektroniki i Telekomunikacji.